# طير الليل
طير الليل، رواية عربية، للروائي الجزائري عمارة لخوص. صدرت الرواية لأوّل مرة عام 2020 عن منشورات الحبر في الجزائر، ودخلت في القائمة الطويلة للجائزة العالمية للرواية العربية لعام 2021، المعروفة باسم «جائزة بوكر العربية».
والرواية هي إعلان لعودة لخوص الكتابة باللغة العربية، بعد سنوات من الإقامة في إيطاليا والتعاطي مع لغتها وثقافتها، وهي روايته الأولى عن الذاكرة الوطنية، الي جاءت في لحظة فارقة من تاريخ الجزائر المستقلة، التي شهدت انطلاق الحراك الشعبي السلمي المطالب بالتغيير.
شرع لخوص في كتابة روايته عام 2013م، وكتبها بعد اقتناع تام منه أن رواية الجريمة أنسب أنواع السرديات لمقاربة الوضع الجزائري المعقد والتعيس، فالفساد وسوء التسيير وقفا سدُا منيعًا في وجه كل محاولات التغيير والتقدم. وبات هناك احساس منتشر لدى الجزائري مفاده أن السلطة الحاكمة منذ عام 1962م (أي الاستقلال عن فرنسا) هي استمرار للأستعمار.

## وصف الرواية
تأخذنا رواية "طير الليل" إلى قلب مدينة وهران صبيحة عيد الأستقلال، حيث تم العثور على مجاهد سابق في ثورة التحرير مذبوحًا. يقطع العقيد كريم سلطاني، قائد وحدة مكافحة الإرهاب، إجازته ليتولى التحقيق، منطلقًا من محاولة الإجابة عن ثلاثة تساؤلات: من قتل ميلود صبري؟ لماذا قتله في هذا اليوم بالتحديد؟ هل في ذلك علامة على عودة سنوات الإرهاب في التسعينيات وتصفية الخصوم؟ التحقيق ينطلق عبر أحياء وهران وضواحيها، وتتوالى المفاجآت، وشيئًا فشيئًا تصادفنا شخصيات بالغة التعقيد، ويتم اكتشاف جوانب من التاريخ السري لثورة التحريرومسحًا لما حدث في سنوات الاستقلال طيلة ستين عامًا، والرواية تلامس مواضيع عديدة مثل، الحب والعنف والحقد والوفاء والخيانة وتصفية، قبل أن تصل بنا إلى حل خيوط الجريمة من حيت لا نتوقع.
ومن الناحية الفنية أختار لخوص رواية الجريمة، التي تنبني حبكتها حول حل لغز الجريمة التي راح ضحيتها ميلود صبري المدعو "طير الليل" ليلة ذكرى الاستقلال عام 2018م، ورمزية حادثة الاغتيال لم ترتبط بتاريخها فقط ، بل أيضًا بالشخص المقتول وهو مجاهد معروف له وزنه التاريخي وتأثيره في دواليب السياسة والأقتصاد، وعلى مدار الرواية تتسلسل الأحداث وتنتقل بين الماضي والحاضردون أن تفقد وضوحها أو تشويقها لتفكك لغز الجريمة على مستويين، المستوى الفردي الذي ينشغل بحل لغز اغتيال ميلود صبري، واشتباه كونها عملية إرهابية. والمستوى الوطني حيث يناقش الكاتب يرزانة وتركيز بليغ وفنية عالية جريمةَ اغتيال حلم وطن ووأْد مشروع بنائه من خلال فك خيوط الخيانة التي حدثت بين رفاق السلاح في أثناء الثورة وبعدها.

## دراسات عن رواية "طير الليل"
- حنى سيف الدين، بن بو عزيز وحيد: أسئلة الذاكرة ومحاكمة التاريخ في رواية طير الليل لعمارة لخوص، 2023م.[5]
- بولتوار السعيد، بوزيداني فريدة: تداخل السرد الروائي مع السرد السينمائي في رواية طير الليل لعمارة لخوص، 2022م.[6]
- شوقي زقادة، خولة صالح: الأنساق الثقافية في رواية "طير الليل" لعمارة لخوص، مجلة التراث والمعاصرة، 2021م[7]
- صور العنف في رواية " طير الليل" لعمارة لخوص- مقاربة موضوعاتية-، رسالة ماجستير في اللغة والأدب العربي، جامعة البويرة، الجزائر، 2022م.
- الحبكة في الرواية الجزائرية المعاصرة (رواية طير الليل لعمارة لخوص أنموذجًا)، رسالة ماجستير في اللغة والأدب العربي، جامعة العقيد أحمد دراية، الجزائر، 2922م

## رواية "طير الليل" في الصحافة والإعلام
- قراءة في رواية "طير الليل" لعمارة لخوص.
- عمارة لخوص يعود بـ ”طير الليل”
- " طير الليل" الماضي هو المفتاح.
- رواية " طير الليل" للكاتب الجزائري الإيطالي عمارة لخوص في قراءة لعرقان رشيد.